# Leggenda nera dell'Inquisizione
La leggenda nera dell'Inquisizione è una teoria revisionista basata sul lavoro degli storici Edward Peters ed Henry Kamen, i quali sostengono che i dati storici sull'Inquisizione sarebbero stati distorti a opera di ambienti protestanti e, a seguire, illuministi, a partire almeno dal XVI secolo, con l'obiettivo di screditare l'immagine dell'Impero spagnolo al fine di limitarne l'influenza politica.
Alla base di tale teoria è la convinzione che l'enfasi sugli aspetti negativi dell'Inquisizione sia frutto di pregiudizio illuminista e anticattolico
Altri autori si sono occupati del tema come Carlo Ginzburg, Rodney Stark, Jaime Contreras e Gustav Henningsen, Agostino Borromeo, John Tedeschi e E. William Monter, Bartolomè Bennassar, Andrea Del Col, Peter Godman, Franco Cardini, Jean-Pierre Dedieu, Marina MontesanoBrian P. Levack. Adriano Prosperi pur non unendosi al gruppo dei revisionisti in un suo testo afferma che alla luce dei nuovi studi l'inquisizione "evoca sempre di più l'immagine di un tribunale mite e razionale".

## Temi della "leggenda nera"
I temi sui quali si è appuntata la ricerca degli storici moderni sono sommariamente quattro:
1. Il significato comune attribuito al termine inquisizione.
2. L'inclusione, nella storia dell'Inquisizione, di episodi particolarmente violenti come la caccia alle streghe.
3. Il clamore suscitato da processi molto noti (Giordano Bruno e Galileo Galilei).
4. La confusione dei dati a proposito della presunta violenza indiscriminata usata dall'Inquisizione spagnola.

### Significato comune del termine
I sostenitori dell'esistenza della leggenda nera affermano che nel linguaggio comune nelle diverse lingue e nazioni il termine inquisizione e i suoi derivati indicano procedure sommarie, disprezzo dei diritti dell'imputato, violenza arbitraria da parte dei giudici, uso indiscriminato delle torture, facilità di giungere a condanna a morte.
I revisionisti, tuttavia, sostengono che tali elementi contrasterebbero con la documentazione storica, stando alla quale i tribunali inquisitoriali funzionavano come tutti i tribunali dell'epoca ma con varie garanzie supplementari.
Secondo questi, infatti, nei tribunali dell'Inquisizione fu introdotto l'uso di trascrivere il processo per ragioni di trasparenza, l'uso delle giurie popolari a garanzia dell'imputato, la tortura era ammessa solo se - a differenza di altri tribunali - essa non procurasse mutilazioni permanenti né pericolo di vita e le condanne a morte da essi inflitte sarebbero state percentualmente basse, citando il caso di Bernardo Gui a Tolosa, nei cui 50 anni di attività inquisitoriale, le pene capitali si attestarono sul 4,6% del totale delle condanne (42 su 900).

### La caccia alle streghe
Secondo il Simposio Internazionale sull'Inquisizione, tenutosi in Vaticano nell'ottobre 1998, le persone giustiziate a causa della caccia alle streghe, sarebbero, per Paese:
- Germania: 25 000 (su 16 milioni di abitanti)
- Polonia - Lituania : 10 000 in Polonia, 2000 in Lituania (su 3,4 milioni di abitanti)
- Svizzera: 4 000 (su un milione di abitanti)
- Danimarca - Norvegia: 1 350 (su 970.000 abitanti)
- Regno Unito: 1 000
- Spagna: 49
- Italia: 36
- Portogallo: 4

Tali dati tendono a suggerire che il fenomeno della caccia alle streghe fu più marcato nei paesi di area protestante, risultando invece più limitato proprio nei paesi dov'era presente l'Inquisizione cattolica.
I sostenitori delle teorie revisioniste sottolineano che la storiografia protestante per secoli ha parlato del fenomeno senza però mai evidenziare le aree geografiche e culturali in cui esso avvenne, imputando quindi alla Chiesa cattolica anche i processi e le esecuzioni effettuate da tribunali statali e protestanti.
Inoltre nei paesi extraeuropei in cui l'Inquisizione fu presente (colonie spagnole in America centrale e meridionale e colonie portoghesi in Asia), non si avrebbe notizia di casi di caccia alle streghe, mentre negli Stati Uniti conquistati dagli anglosassoni protestanti, ancora nel 1692, si ebbe l'impiccagione delle streghe di Salem.
Da qui la nascita della nozione di Inquisizione protestante alla quale, secondo i fautori del revisionismo, andrebbero ascritti tutti i processi (compresi quelli della caccia alle streghe) celebrati dai tribunali nati dalla riforma di Lutero, che dovrebbero dunque essere separati, nella ricerca storica, da quelli avvenuti all'interno dell'Inquisizione cattolica.

### Giordano Bruno e Galileo Galilei
Il mainstream storiografico descrive Bruno e Galilei come martiri del libero pensiero, in un momento storico in cui la Chiesa cattolica, bigotta e retriva, non accettava le conquiste della scienza per ragioni di inadeguatezza culturale, perseguitandone gli autori. La vicenda di Galileo, viene indicato come prova della scarsa attenzione che la Chiesa riservava alla scienza e la sua condanna avrebbe causato un tracollo della ricerca scientifica in tutti i paesi cattolici, a vantaggio dei paesi protestanti.
Viceversa, secondo i revisionisti della "teoria della leggenda nera", proprio Galileo avrebbe ricevuto dal Sant'Uffizio un trattamento benevolo. Scrive, infatti, Vittorio Messori:
Viene inoltre sottolineato, sempre secondo i promulgatori della "teoria della leggenda nera", come la teoria di Niccolò Copernico (riproposta dallo scienziato pisano) fosse stata prematuramente rifiutata in alcuni paesi protestanti già prima del manifestarsi del caso Galileo Galilei.
I sostenitori della "leggenda nera" affermano inoltre che la Chiesa non contestò tanto a Galilei la correttezza della teoria copernicana quanto piuttosto che il copernicanesimo sostenuto da Galilei. Tutta la scienza ufficiale, infatti, era stata fino ad allora geocentrica e secondo gli atti del processo si chiedevano a Galilei prove sicure per abbandonare quella via che la scienza per secoli seguiva come via maestra e di proporre l'eliocentrismo non come verità ma come ipotesi. Galilei come prova della sua teoria portava la convinzione che le maree fossero causate dallo scuotimento della rotazione terrestre, e quando gli scienziati inquisitori (molti di loro, incominciando da Bellarmino erano uomini di scienza famosi)  replicarono che il fenomeno era dovuto alle fasi lunari, li insultò. La prima prova sperimentale, indubitabile, della rotazione della Terra è del 1748, oltre un secolo dopo, mentre per vederla bisognerà aspettare il 1851, con il pendolo di Foucault. Il processo a Galilei avvenne trent'anni dopo, in un clima più rilassato e meno influenzato da riforme e da guerre religiose.
Gli storici tradizionalmente ritengono emblematico il processo a Giordano Bruno che, in pieno periodo di repressione controriformista, fu consegnato dalla Repubblica di Venezia, dove si era rifugiato, in seguito alle richieste insistenti e minacciose del Papato, osservano che l'Inquisizione veneta non era così rigida e dura come quella di Roma e, quindi, il filosofo avrebbe potuto anche sfuggire alla morte sul rogo che voleva applicargli la corrente intransigente e conservatrice della Chiesa, soprattutto perché Giordano Bruno condannava la cosiddetta vendita delle indulgenze, pratica molto in voga all'epoca. Secondo i sostenitori della leggenda nera, invece, la Repubblica di Venezia ebbe tutto l'interesse ad appoggiare Roma e spingerla a condannare il filosofo, che, avendo contatti con governanti di Europa, anche in faccende importanti e delicate, si era fatto, a torto o a ragione, l'immagine di un intrigante sovvertitore dell'opinione pubblica.

## Inquisizione spagnola

### L'espulsione degli ebrei dalla Spagna
L'espulsione degli ebrei sefarditi dalla Spagna è descritta dalla storiografia tradizionale come un esempio dell'intolleranza religiosa degli Spagnoli cristiani, accecati dal furore dell'inquisizione o come un astuto provvedimento di natura economica sostenuto dai tribunali dell'Inquisizione.
I fautori della teoria revisionistica sostengono invece che nel 1492 effettivamente furono espulsi dalla Spagna circa 200.000 ebrei (la cifra più alta nella storia), ma la Spagna contava la comunità ebraica più numerosa d'Europa e questo proprio perché era stato, fino a quel momento, un paese estremamente tollerante. Analoghi provvedimenti antigiudaici furono emanati (prima che in Spagna, in cui ripararono gli ebrei espulsi da altri paesi) sempre con lo scopo di appropriarsi dei beni degli espulsi anche da nazioni come Francia e Inghilterra (paesi anch'essi convintamente cristiani).
| Nazione                | Data di espulsione      | Descrizione sintetica |
| ---------------------- | ----------------------- | --- |
| Francia                | 1182                    | Espulsione e confisca dei beni ordinata dal re Filippo II di Francia                                                            |
| Inghilterra            | 1290                    | Ordinata da Edoardo I d'Inghilterra, prima grande espulsione del Medioevo                                                       |
| Francia                | 1306, 1321/ 1322 e 1394 | Filippo IV di Francia, ordina la seconda espulsione avvenuta in questo paese.                                                   |
| Austria                | 1421                    | L'espulsione si accompagnò alla persecuzione (270 ebrei bruciati al rogo), confisca dei beni e conversione forzata dei bambini. |
| Castiglia e Aragona    | 1492                    | Ordinata dai Re Cattolici |
| Sardegna               | 1492                    | Ordinata da Ferdinando II d'Aragona                                                                                             |
| Sicilia                | 1492                    | Ordinata da Ferdinando II d'Aragona                                                                                             |
| Lituania               | 1495                    | |
| Portogallo             | 1496/1497               | Ordinata dal re Manuel I sotto pressione della corona spagnola.                                                                 |
| Brandeburgo (Germania) | 1510                    | |
| Tunisi                 | 1535                    | |
| Regno di Napoli        | 1541                    | |
| Genova                 | 1550 e 1567             | |
| Baviera                | 1554                    | |
| Stato Pontificio       | 1569/1593               | |

Inoltre, sempre secondo i revisionisti, l'Inquisizione niente ebbe a che vedere con gli ebrei, i quali erano formalmente esclusi dalla giurisdizione ecclesiastica che si limitava ai battezzati, ma solo con i conversos, cioè gli ebrei che avevano deciso di convertirsi al cattolicesimo per rimanere in Spagna. In questo caso gli storici protestanti avrebbero taciuto l'ambito giurisdizionale dell'Inquisizione, modificando il giudizio su di essa.

### GliAutodafé

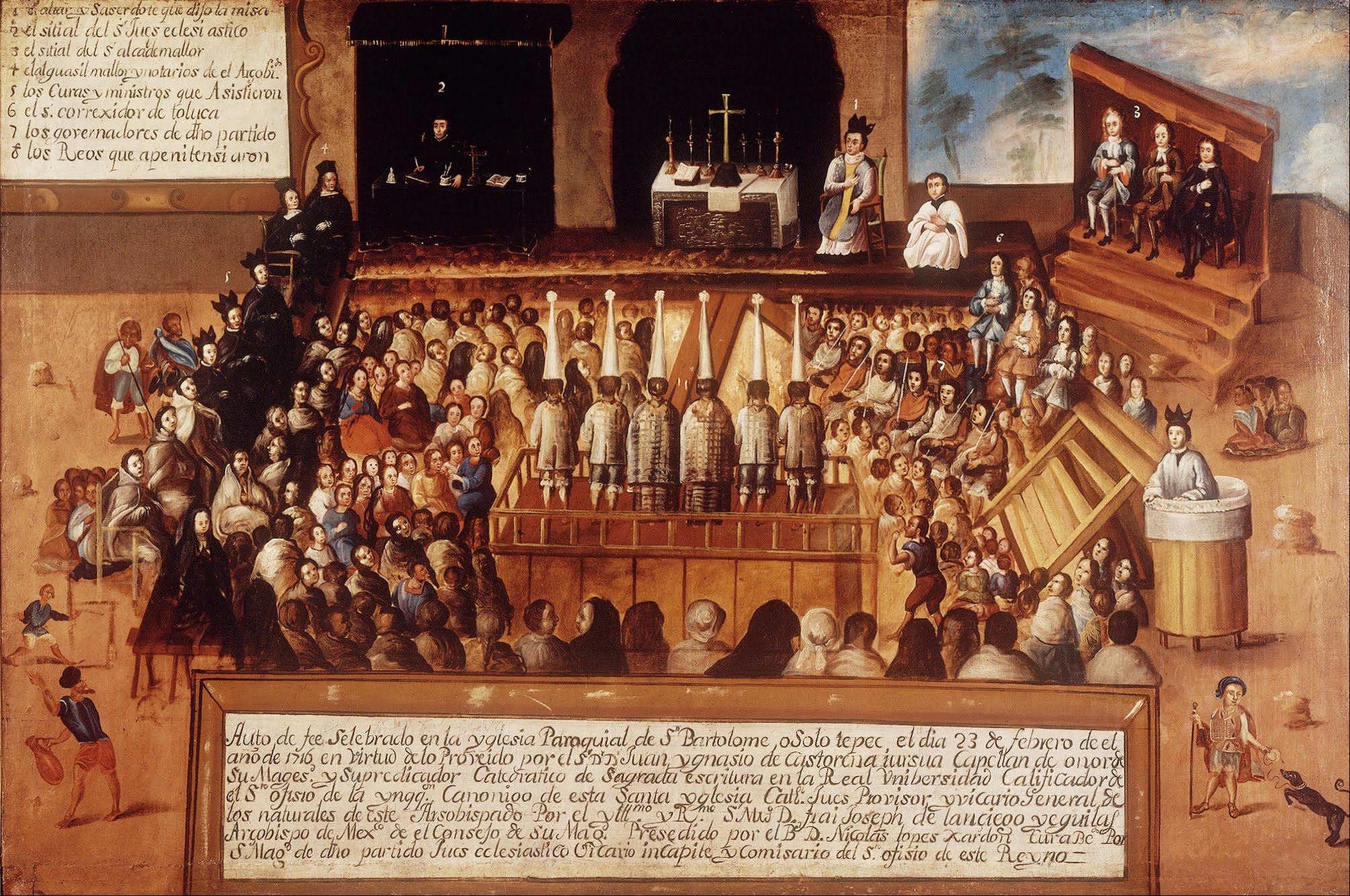
Autodafé nella città di San Bartolomé Otzolotepec (23 febbraio 1716)

Il termine autodafé significa atto di fede e come sottolinea il prof.Rodney Stark gli inquisitori erano più interessati al pentimento che alla punizione dell'accusato, che raramente veniva condotto al patibolo. Erano inoltre eventi non molto frequenti: nella città di Toledo tra il 1575 e il 1660 ,ad esempio,se ne contarono solo 12.
Kamen sostiene che sebbene molte opere pittoriche rappresentino autodafé in cui il condannato subiva torture, in realtà ciò era dovuto alla volontà dei pittori di colpire l'emotività del pubblico. Secondo lo studioso inglese, gli autodafé erano una sorta di processioni religiose in cui la tortura era espressamente vietata perché il processo era ormai concluso. Anche le esecuzioni capitali non erano eseguite durante la cerimonia ma dopo la sua conclusione e separatamente.
Peters, d'altro canto, sostiene come non spetti all'Inquisizione spagnola il primato e l'esclusività del controllo sui costumi. Ciò avveniva in tutte le corti d'Europa con metodi pressoché uguali quando non più violenti perché la religione, in tutta Europa, era considerata una struttura portante della società.

### Il genocidio degli amerindi e la distruzione delle culture indigene
La storiografia tradizionale afferma che l'Inquisizione sarebbe stata (almeno culturalmente) corresponsabile nella distruzione delle culture amerinde e nel loro genocidio. Gli spagnoli, dipinti da essa come oscurantisti, non avrebbero considerato gli elementari diritti umani delle popolazioni conquistate. L'archetipo dell'indio, così come pervenutoci da Bartolomé de Las Casas, era quello di una persona mite e pacifica, vittima dei colonizzatori europei. La cultura spagnola fu divisa tra la posizione di Las Casas e quella di Sepúlveda, sostenitore della naturale inferiorità delle popolazioni amerinde. Le due posizioni furono discusse dalla Giunta di Valladolid.
Gli storici "revisionisti" sostengono invece che nel XVI secolo la nozione di diritti umani non esisteva in nessuna cultura del mondo e che se ne cominciasse a parlare all'Università di Salamanca (la più antica della Spagna), proprio a partire dal caso dei nativi, quindi tale nozione nacque proprio in ambito spagnolo (Francisco de Vitoria). Sostengono inoltre che le truppe di Cortés, cui è stato attribuito lo sterminio degli Aztechi, sarebbero state costituite per più della metà da mercenari indigeni che combattevano contro i dominatori Aztechi. Eventuali massacri verrebbero poi giustificati dal fatto che gli Aztechi in realtà erano popolazioni cruente dal momento che praticavano sacrifici umani e il cannibalismo rituale.
Alcuni storici "revisionisti" sostengono inoltre che il presunto genocidio delle popolazioni indigene non ci sarebbe stato (o almeno non nelle dimensioni descritte dalla presunta leggenda) in quanto in molti Paesi dell'America Latina (compresi Messico e Perù) una parte rilevante della popolazione è di origine indigena, a differenza del Nord America dove la popolazione nativa è piuttosto esigua.
Gli storici "revisionisti" propongono poi di confrontare l'atteggiamento tenuto dai conquistadores spagnoli e portoghesi con quello di inglesi e francesi. Innanzi tutto fanno notare che nei paesi colonizzati da spagnoli e portoghesi, i conquistatori si sono fusi con le popolazioni locali dando vita a gruppi meticci, a differenza di quelli conquistati da altri stati colonizzatori, ad esempio Stati Uniti e Australia dove il numero di meticci è di entità molto meno rilevante in quanto difficilmente i conquistatori si sono uniti coi conquistati. Inoltre nelle colonie spagnole indigeni e neri potevano avere un ruolo attivo nella Chiesa divenendo chierici. Per evangelizzare le popolazioni indios, in America latina, vennero utilizzate anche alcune lingue native. Sarebbe questo fatto, secondo i revisionisti, a salvarle dalla scomparsa, tanto che il quechua e l'aymara in Bolivia e in Perù (in quest'ultimo Paese solo localmente dove sono predominanti), così come il guaranì in Paraguay, sono oggi lingue ufficiali insieme alla lingua dei conquistatori; mentre nei Paesi colonizzati da inglesi e francesi le lingue native non sono divenute ufficiali. Unica eccezione è costituita dalla Nuova Zelanda con la lingua māori.
La Spagna, sostengono infine i teorici revisionisti, su indicazione della Chiesa di Roma (la prima esplicita condanna della schiavitù in un documento pontificio è contenuta nella bolla Sicut Dudum di papa Eugenio IV del 13 gennaio 1435, diretta proprio agli Spagnoli che colonizzavano le isole Canarie.
Essa fu seguita nei secoli successivi da altre condanne, tra cui quelle di Papa Paolo III che dichiaravano gli indios esseri umani), sarebbe stata sostanzialmente estranea alla tratta dei neri e fu la prima potenza coloniale europea ad emanare leggi a protezione dei nativi nelle colonie americane, nel 1542 con Leggi delle Indie (Leyes de Indias). Tuttavia ancora a metà del secolo XIX la Spagna manteneva un suo interesse economico nella tratta degli schiavi, arrivando a richiedere ripetutamente un indennizzo al governo degli Stati Uniti per il danno economico ricevuto a seguito della liberazione degli africani catturati e ribellatisi durante il loro trasporto verso Cuba sulla nave Amistad.

### IlSiglo de Oro
La presenza dell'Inquisizione in Spagna non avrebbe poi affatto condizionato il progresso culturale della Spagna, basti pensare al fatto che il 1600 fu un secolo d'oro per la nazione iberica in tutte le espressioni umanistiche.

## Il documentario della BBC
Il 6 novembre 1994, la BBC ha trasmesso un documentario dal titolo The Myth of the Spanish Inquisition (Il Mito dell'Inquisizione spagnola). Il documentario si diceva basato su anni di studio degli archivi e rivelava che l'Inquisizione spagnola – ritenuta la più crudele e violenta – doveva in realtà la sua immagine alla pubblicistica protestante, volta a denigrare la maggiore potenza imperialistica del tempo, proprio mentre erano in ascesa potenze a forte vocazione coloniale come l'Olanda e l'Inghilterra.
Il video mostrava come ciascun processo inquisitoriale fosse stato meticolosamente registrato e come i tribunali avessero regole procedurali precise (contrariamente all'idea ricorrente di Inquisizione come sinonimo di processi sommari e in assenza di garanzie per l'imputato). Nel corso del programma, il professor Henry Kamen dichiarava come i registri dell'Inquisizione fossero estremamente dettagliati e fornissero una visione diversa da quella cristallizzata nella mente degli storici (lui compreso).
Nel 1999 il professor Kamen aveva già scritto il volume The Spanish Inquisition: A Historical Revision, (L'Inquisizione spagnola: Una revisione storica), una revisione dei suoi lavori condotti a partire dal 1966, alla luce delle nuove scoperte.

## La critica alla posizione revisionista della Leggenda Nera
Fra gli storici e scrittori che avversano questo revisionismo vi sono Italo Mereu, Giuseppe Pitrè, Leonardo Sciascia, Karlheinz Deschner, Guy Bechtel, Michael Baigent, Richard Leigh, a cui si aggiunge Adriano Prosperi.
Gli argomenti con cui viene avversata la teoria revisionista possono essere così riassunti:
1. Anche se fosse provato, come sostengono gli storici revisionisti, che i processi inquisitoriali siano sempre avvenuti nel rispetto della legalità, il fatto che l'Inquisizione, ad esempio, abbia seguito una procedura legale con garanzie per l'imputato non giustifica il fatto che quella Chiesa che pretende di essere la prosecuzione storica di Gesù Cristo abbia legalmente torturato e condannato a morte.
2. Esiste una tendenza della storiografia moderna chiamata storiografia quantitativa. Questa è oggi possibile grazie all'accesso diretto ad abbondanti fonti storiche che si suppongono ben documentate. In base ai suoi principi, per capire un determinato periodo storico è necessario (oltre ad una piena conoscenza della società del tempo) stilare delle statistiche con delle percentuali affidabili. Il problema è come si calcolano le statistiche. Se, ad es., si prendesse come riferimento l'attività dell'Inquisizione spagnola fra il 1540 e il 1600 (periodo di decadenza) se ne avrebbe un'immagine certamente benigna. Tuttavia l'argomento sulle percentuali non sarebbe per i critici molto significativo. Infatti dire che nel 1500 ci fu l'1% di condannati a morte non significa che in quell'unico anno non si sarebbero verificati episodi di crudeltà inaudita direttamente o indirettamente collegabili con l'Inquisizione. Lo stesso dicasi dell'Inquisizione medievale.
3. Anche supponendo che nei paesi in cui era presente l'Inquisizione cattolica la caccia alle streghe abbia avuto dimensioni più contenute, ciò non significa che non possano esserci state persecuzioni altrettanto crudeli. Nei Paesi Bassi (paese protestante) si perseguitavano le streghe ma non gli omosessuali, in Italia si sarebbero perseguitati gli omosessuali[senza fonte] ma non gli ebrei, in Spagna si perseguitavano gli ebrei (quelli "falsamente" convertiti) ma non le streghe. Ogni paese avrebbe quindi avuto le sue vittime.

Bisogna comunque dire che i sostenitori della teoria della "leggenda nera" non giustificano affatto le azioni compiute dagli inquisitori, pur ridimensionandone spesso la misura e chiarendone il contesto storico generale.
In effetti, le condanne dell'Inquisizione spagnola (introdotta poi nel resto di Europa con la dicitura Inquisizione ad uso di Spagna) erano esemplari. Per i casi di eresia dopo una pubblica abiura e comunque l'umiliazione del processato, non si procedeva alla condanna a morte ma, in seconda istanza, alla confisca di tutti i beni. Inoltre il paragone con i processi moderni non regge in quanto l'accusato non aveva affatto diritto ad un proprio difensore legale e l'accuratezza con cui si procedeva alle registrazioni era dovuta più al fine di ricavare nomi e ulteriori capi di imputazione che ad offrire un processo equo.